# Castex (Ariège)
Castex é uma comuna francesa na região administrativa de Occitânia, no departamento de Ariège.